# Olympische Sommerspiele 2024/Handball – Frauen
Das Handballturnier der Frauen bei den Olympischen Spielen 2024 in Paris fand vom 25. Juli bis 10. August 2024 statt. Austragungsort war die Arena Paris Sud 6 für die Spiele der Vorrunde sowie das Stade Pierre-Mauroy in Lille für die K.-o.-Phase.
Olympiasieger wurde die Mannschaft aus Norwegen, die im Finale die Titelverteidigerinnen von 2021 aus Frankreich besiegte.

## Qualifikation
Für das olympische Turnier qualifizierten sich die ersten beiden Mannschaften der Weltmeisterschaft 2023, sowie die jeweils besten, noch nicht qualifizierten Mannschaften der vier kontinentalen Meisterschaften beziehungsweise kontinentalen Qualifikationsturniere. Frankreich war als Gastgeber automatisch qualifiziert. Zudem gab es im April 2024 drei Qualifikationsturniere. Die Turniere wurden in Debrecen, Torrevieja und Neu-Ulm ausgetragen. Die besten beiden Mannschaften jeder Vierergruppe qualifizierten sich für das olympische Turnier.
| Gastgeber                         | Frankreich            |
| Weltmeisterschaft 2023, Platz 2   | Norwegen              |
| Afrikanische Qualifikation        | Angola                |
| Panamerikanische Spiele 2023      | Brasilien             |
| Asiatische Qualifikation          | Südkorea              |
| Europameisterschaft 2022, Platz 2 | Dänemark              |
| Olympiaqualifikationsturnier 1    | Ungarn Schweden       |
| Olympiaqualifikationsturnier 2    | Niederlande Spanien   |
| Olympiaqualifikationsturnier 3    | Deutschland Slowenien |

## Spielplan

### Vorrunde

#### Gruppe A
In der Gruppe A spielten drei vormalige, teils mehrfache Olympiasieger: Norwegen (2008, 2012), Dänemark (1996, 2000, 2004) und Südkorea (1988, 1992).

##### Tabelle
| Pl. | Land        | Sp. | S | U | N | Tore      | Diff. | Punkte |
| --- | ----------- | --- | - | - | - | --------- | ----- | ------ |
| 1.  | Norwegen    | 5   | 4 | 0 | 1 | 0140:1100 | +30   | 8      |
| 2.  | Schweden    | 5   | 4 | 0 | 1 | 0140:1250 | +15   | 8      |
| 3.  | Dänemark    | 5   | 4 | 0 | 1 | 0126:1160 | +10   | 8      |
| 4.  | Deutschland | 5   | 1 | 0 | 4 | 0136:1340 | +2    | 2      |
| 5.  | Südkorea    | 5   | 1 | 0 | 4 | 0107:1330 | −26   | 2      |
| 6.  | Slowenien   | 5   | 1 | 0 | 4 | 0116:1470 | −31   | 2      |

Bei Punktgleichheit entschied der direkte Vergleich. Die drei Teams mit je acht Punkten hatten aus den Spielen gegeneinander eine Tordifferenz von +5 (Norwegen), +2 (Schweden) und −7 (Dänemark). Die drei Teams mit je zwei Punkten hatten aus den Spielen gegeneinander eine Tordifferenz von +18 (Deutschland), −6 (Südkorea) und −12 (Slowenien).
| Legende | Legende                            |
| ------- | ---------------------------------- |
| _       | qualifiziert für das Viertelfinale |

##### Spiele
| 25. Juli 2024 9:00 Uhr | Slowenien                            | 19:27        | Dänemark                                  | Arena Paris Sud 6, Paris Zuschauer: 5686 Schiedsrichter: Arthur Brunner, Morad Salah |
| 25. Juli 2024 9:00 Uhr | meiste Tore: A. Gros, T. Stanko je 5 | (11:14)      | meiste Tore: T. Østergaard, E. Friis je 5 | Arena Paris Sud 6, Paris Zuschauer: 5686 Schiedsrichter: Arthur Brunner, Morad Salah |
| 25. Juli 2024 9:00 Uhr | Strafen: 1× 6×                       | Spielbericht | Strafen: 1× 5×                            | Arena Paris Sud 6, Paris Zuschauer: 5686 Schiedsrichter: Arthur Brunner, Morad Salah |

| 25. Juli 2024 16:00 Uhr | Deutschland            | 22:23        | Südkorea                                | Arena Paris Sud 6, Paris Zuschauer: 5765 Schiedsrichter: Youcef Belkhiri, Sidali Hamidi |
| 25. Juli 2024 16:00 Uhr | meiste Tore: A. Döll 6 | (10:11)      | meiste Tore: Ryu E.-h., Kang K.-m. je 6 | Arena Paris Sud 6, Paris Zuschauer: 5765 Schiedsrichter: Youcef Belkhiri, Sidali Hamidi |
| 25. Juli 2024 16:00 Uhr | Strafen: 2×            | Spielbericht | Strafen: 2× 1×                          | Arena Paris Sud 6, Paris Zuschauer: 5765 Schiedsrichter: Youcef Belkhiri, Sidali Hamidi |

| 25. Juli 2024 21:00 Uhr | Norwegen                                 | 28:32        | Schweden                 | Arena Paris Sud 6, Paris Zuschauer: 5808 Schiedsrichter: Andreu Marín, Ignacio García |
| 25. Juli 2024 21:00 Uhr | meiste Tore: N. Mørk, S. B. Oftedal je 7 | (17:15)      | meiste Tore: N. Hagman 8 | Arena Paris Sud 6, Paris Zuschauer: 5808 Schiedsrichter: Andreu Marín, Ignacio García |
| 25. Juli 2024 21:00 Uhr | Strafen: 1× 3×                           | Spielbericht | Strafen: 1× 5× 1×        | Arena Paris Sud 6, Paris Zuschauer: 5808 Schiedsrichter: Andreu Marín, Ignacio García |

| 28. Juli 2024 11:00 Uhr | Südkorea                 | 23:30        | Slowenien                | Arena Paris Sud 6, Paris Zuschauer: 5819 Schiedsrichter: Ádám Bíró, Olivér Kiss |
| 28. Juli 2024 11:00 Uhr | meiste Tore: Woo B.-n. 7 | (12:14)      | meiste Tore: T. Mavsar 7 | Arena Paris Sud 6, Paris Zuschauer: 5819 Schiedsrichter: Ádám Bíró, Olivér Kiss |
| 28. Juli 2024 11:00 Uhr | Strafen: 1× 2×           | Spielbericht | Strafen: 1×              | Arena Paris Sud 6, Paris Zuschauer: 5819 Schiedsrichter: Ádám Bíró, Olivér Kiss |

| 28. Juli 2024 14:00 Uhr | Schweden                  | 31:28        | Deutschland                                | Arena Paris Sud 6, Paris Zuschauer: 5815 Schiedsrichter: Ivan Pavićević, Miloš Ražnatović |
| 28. Juli 2024 14:00 Uhr | meiste Tore: J. Carlson 7 | (19:12)      | meiste Tore: A. Grijseels, J. Maidhof je 5 | Arena Paris Sud 6, Paris Zuschauer: 5815 Schiedsrichter: Ivan Pavićević, Miloš Ražnatović |
| 28. Juli 2024 14:00 Uhr | Strafen: 4×               | Spielbericht | Strafen: 3×                                | Arena Paris Sud 6, Paris Zuschauer: 5815 Schiedsrichter: Ivan Pavićević, Miloš Ražnatović |

| 28. Juli 2024 16:00 Uhr | Dänemark                     | 18:27        | Norwegen                                      | Arena Paris Sud 6, Paris Zuschauer: 5819 Schiedsrichter: Charlotte Bonaventura, Julie Bonaventura |
| 28. Juli 2024 16:00 Uhr | meiste Tore: T. Østergaard 5 | (8:14)       | meiste Tore: V. Kristiansen, K. Brattset je 6 | Arena Paris Sud 6, Paris Zuschauer: 5819 Schiedsrichter: Charlotte Bonaventura, Julie Bonaventura |
| 28. Juli 2024 16:00 Uhr | Strafen: 3×                  | Spielbericht | Strafen: 1×                                   | Arena Paris Sud 6, Paris Zuschauer: 5819 Schiedsrichter: Charlotte Bonaventura, Julie Bonaventura |

| 30. Juli 2024 9:00 Uhr | Deutschland                         | 41:22        | Slowenien              | Arena Paris Sud 6, Paris Zuschauer: 5852 Schiedsrichter: Mariana García, María Inés Paolantoni |
| 30. Juli 2024 9:00 Uhr | meiste Tore: A. Lott, X. Smits je 7 | (16:9)       | meiste Tore: A. Gros 6 | Arena Paris Sud 6, Paris Zuschauer: 5852 Schiedsrichter: Mariana García, María Inés Paolantoni |
| 30. Juli 2024 9:00 Uhr | Strafen: 1× 4×                      | Spielbericht | Strafen: 1× 4×         | Arena Paris Sud 6, Paris Zuschauer: 5852 Schiedsrichter: Mariana García, María Inés Paolantoni |

| 30. Juli 2024 11:00 Uhr | Norwegen                   | 26:20        | Südkorea                 | Arena Paris Sud 6, Paris Zuschauer: 5852 Schiedsrichter: Arthur Brunner, Morad Salah |
| 30. Juli 2024 11:00 Uhr | meiste Tore: S. Skogrand 5 | (13:11)      | meiste Tore: Ryu E.-h. 6 | Arena Paris Sud 6, Paris Zuschauer: 5852 Schiedsrichter: Arthur Brunner, Morad Salah |
| 30. Juli 2024 11:00 Uhr | Strafen: 1× 2×             | Spielbericht | Strafen: 1×              | Arena Paris Sud 6, Paris Zuschauer: 5852 Schiedsrichter: Arthur Brunner, Morad Salah |

| 30. Juli 2024 21:00 Uhr | Schweden                 | 23:25        | Dänemark                         | Arena Paris Sud 6, Paris Zuschauer: 5834 Schiedsrichter: Amar Konjičanin, Dino Konjičanin |
| 30. Juli 2024 21:00 Uhr | meiste Tore: N. Hagman 6 | (14:14)      | meiste Tore: 4 Spielerinnen je 4 | Arena Paris Sud 6, Paris Zuschauer: 5834 Schiedsrichter: Amar Konjičanin, Dino Konjičanin |
| 30. Juli 2024 21:00 Uhr | Strafen: 4×              | Spielbericht | Strafen: 1× 3×                   | Arena Paris Sud 6, Paris Zuschauer: 5834 Schiedsrichter: Amar Konjičanin, Dino Konjičanin |

| 1. August 2024 11:00 Uhr | Südkorea                  | 21:27        | Schweden                  | Arena Paris Sud 6, Paris Zuschauer: 5653 Schiedsrichter: Mariana García, María Inés Paolantoni |
| 1. August 2024 11:00 Uhr | meiste Tore: Kang K.-m. 5 | (11:16)      | meiste Tore: E. Lindqvist | Arena Paris Sud 6, Paris Zuschauer: 5653 Schiedsrichter: Mariana García, María Inés Paolantoni |
| 1. August 2024 11:00 Uhr | Strafen: 2×               | Spielbericht |                           | Arena Paris Sud 6, Paris Zuschauer: 5653 Schiedsrichter: Mariana García, María Inés Paolantoni |

| 1. August 2024 19:00 Uhr | Deutschland               | 27:28        | Dänemark                  | Arena Paris Sud 6, Paris Zuschauer: 5722 Schiedsrichter: Ádám Bíró, Olivér Kiss |
| 1. August 2024 19:00 Uhr | meiste Tore: J. Behrend 6 | (12:15)      | meiste Tore: M. Højlund 7 | Arena Paris Sud 6, Paris Zuschauer: 5722 Schiedsrichter: Ádám Bíró, Olivér Kiss |
| 1. August 2024 19:00 Uhr | Strafen: 3×               | Spielbericht | Strafen: 4×               | Arena Paris Sud 6, Paris Zuschauer: 5722 Schiedsrichter: Ádám Bíró, Olivér Kiss |

| 1. August 2024 21:00 Uhr | Slowenien                            | 22:29        | Norwegen                                            | Arena Paris Sud 6, Paris Zuschauer: 5722 Schiedsrichter: Youcef Belkhiri, Sidali Hamidi |
| 1. August 2024 21:00 Uhr | meiste Tore: A. Gros, T. Mavsar je 5 | (10:15)      | meiste Tore: K. Brattset, V. Ingstad, T. Deila je 4 | Arena Paris Sud 6, Paris Zuschauer: 5722 Schiedsrichter: Youcef Belkhiri, Sidali Hamidi |
| 1. August 2024 21:00 Uhr | Strafen: 1× 4×                       | Spielbericht | Strafen: 2× 1×                                      | Arena Paris Sud 6, Paris Zuschauer: 5722 Schiedsrichter: Youcef Belkhiri, Sidali Hamidi |

| 3. August 2024 16:00 Uhr | Slowenien                  | 23:27        | Schweden                 | Arena Paris Sud 6, Paris Zuschauer: 5801 Schiedsrichter: Arthur Brunner, Morad Salah |
| 3. August 2024 16:00 Uhr | meiste Tore: E. Omoregie 9 | (14:11)      | meiste Tore: N. Hagman 5 | Arena Paris Sud 6, Paris Zuschauer: 5801 Schiedsrichter: Arthur Brunner, Morad Salah |
| 3. August 2024 16:00 Uhr | Strafen: 2×                | Spielbericht | Strafen: 1×              | Arena Paris Sud 6, Paris Zuschauer: 5801 Schiedsrichter: Arthur Brunner, Morad Salah |

| 3. August 2024 19:00 Uhr | Norwegen                  | 30:18        | Deutschland                                     | Arena Paris Sud 6, Paris Zuschauer: 5714 Schiedsrichter: Amar Konjičanin, Dino Konjičanin |
| 3. August 2024 19:00 Uhr | meiste Tore: H. Reistad 8 | (14:8)       | meiste Tore: E. Bölk, A. Döll, V. Leuchter je 3 | Arena Paris Sud 6, Paris Zuschauer: 5714 Schiedsrichter: Amar Konjičanin, Dino Konjičanin |
| 3. August 2024 19:00 Uhr | Strafen: 3×               | Spielbericht | Strafen: 2×                                     | Arena Paris Sud 6, Paris Zuschauer: 5714 Schiedsrichter: Amar Konjičanin, Dino Konjičanin |

| 3. August 2024 21:00 Uhr | Dänemark                                     | 28:20        | Südkorea                 | Arena Paris Sud 6, Paris Zuschauer: 5714 Schiedsrichter: Mariana García, María Inés Paolantoni |
| 3. August 2024 21:00 Uhr | meiste Tore: A. M. Hansen, K. Jørgensen je 6 | (12:8)       | meiste Tore: Woo B.-n. 5 | Arena Paris Sud 6, Paris Zuschauer: 5714 Schiedsrichter: Mariana García, María Inés Paolantoni |
| 3. August 2024 21:00 Uhr | Strafen: 1× 4×                               | Spielbericht |                          | Arena Paris Sud 6, Paris Zuschauer: 5714 Schiedsrichter: Mariana García, María Inés Paolantoni |

#### Gruppe B
In der Gruppe B spielte ein vormaliger Olympiasieger: Frankreich (2021).

##### Tabelle
| Pl. | Land        | Sp. | S | U | N | Tore      | Diff. | Punkte |
| --- | ----------- | --- | - | - | - | --------- | ----- | ------ |
| 1.  | Frankreich  | 5   | 5 | 0 | 0 | 0159:1240 | +35   | 10     |
| 2.  | Niederlande | 5   | 4 | 0 | 1 | 0152:1370 | +15   | 8      |
| 3.  | Ungarn      | 5   | 2 | 1 | 2 | 0137:1400 | −3    | 5      |
| 4.  | Brasilien   | 5   | 2 | 0 | 3 | 0127:1190 | +8    | 4      |
| 5.  | Angola      | 5   | 1 | 1 | 3 | 0131:1540 | −23   | 3      |
| 6.  | Spanien     | 5   | 0 | 0 | 5 | 0111:1430 | −32   | 0      |

| Legende | Legende                            |
| ------- | ---------------------------------- |
| _       | qualifiziert für das Viertelfinale |

##### Spiele
| 25. Juli 2024 11:00 Uhr | Niederlande                               | 34:31        | Angola                                  | Arena Paris Sud 6, Paris Zuschauer: 5.765 Schiedsrichter: Maike Merz, Tanja Kuttler |
| 25. Juli 2024 11:00 Uhr | meiste Tore: A. Malestein, E. Polman je 8 | (19:18)      | meiste Tore: V. Nenganga, H. Paulo je 6 | Arena Paris Sud 6, Paris Zuschauer: 5.765 Schiedsrichter: Maike Merz, Tanja Kuttler |
| 25. Juli 2024 11:00 Uhr | Strafen: 1×                               | Spielbericht | Strafen: 3×                             | Arena Paris Sud 6, Paris Zuschauer: 5.765 Schiedsrichter: Maike Merz, Tanja Kuttler |

| 25. Juli 2024 14:00 Uhr | Spanien                 | 18:29        | Brasilien                                 | Arena Paris Sud 6, Paris Zuschauer: 5765 Schiedsrichter: Mirza Kurtagic, Mattias Wetterwik |
| 25. Juli 2024 14:00 Uhr | meiste Tore: M. López 5 | (10:15)      | meiste Tore: B. de Paula, P. Matieli je 6 | Arena Paris Sud 6, Paris Zuschauer: 5765 Schiedsrichter: Mirza Kurtagic, Mattias Wetterwik |
| 25. Juli 2024 14:00 Uhr | Strafen: 5×             | Spielbericht | Strafen: 5×                               | Arena Paris Sud 6, Paris Zuschauer: 5765 Schiedsrichter: Mirza Kurtagic, Mattias Wetterwik |

| 25. Juli 2024 19:00 Uhr | Ungarn                    | 28:31        | Frankreich                  | Arena Paris Sud 6, Paris Schiedsrichter: Mariana García, María Inés Paolantoni |
| 25. Juli 2024 19:00 Uhr | meiste Tore: C. Kuczora 8 | (12:15)      | meiste Tore: E. Nze Minko 6 | Arena Paris Sud 6, Paris Schiedsrichter: Mariana García, María Inés Paolantoni |
| 25. Juli 2024 19:00 Uhr | Strafen: 1×               | Spielbericht | Strafen: 1× 2×              | Arena Paris Sud 6, Paris Schiedsrichter: Mariana García, María Inés Paolantoni |

| 28. Juli 2024 9:00 Uhr | Brasilien                                                | 24:25        | Ungarn                  | Arena Paris Sud 6, Paris Zuschauer: 5819 Schiedsrichter: Lars Jørum, Håvard Kleven |
| 28. Juli 2024 9:00 Uhr | meiste Tore: B. de Paula, M. Fernándes, J. Quintino je 4 | (15:12)      | meiste Tore: P. Simon 5 | Arena Paris Sud 6, Paris Zuschauer: 5819 Schiedsrichter: Lars Jørum, Håvard Kleven |
| 28. Juli 2024 9:00 Uhr | Strafen: 1× 2×                                           | Spielbericht | Strafen: 3×             | Arena Paris Sud 6, Paris Zuschauer: 5819 Schiedsrichter: Lars Jørum, Håvard Kleven |

| 28. Juli 2024 19:00 Uhr | Angola                     | 26:21        | Spanien                | Arena Paris Sud 6, Paris Zuschauer: 5848 Schiedsrichter: Amar Konjičanin, Dino Konjičanin |
| 28. Juli 2024 19:00 Uhr | meiste Tore: V. Nenganga 7 | (14:15)      | meiste Tore: C. Campos | Arena Paris Sud 6, Paris Zuschauer: 5848 Schiedsrichter: Amar Konjičanin, Dino Konjičanin |
| 28. Juli 2024 19:00 Uhr | Strafen: 4× 1×             | Spielbericht | Strafen: 3× 1×         | Arena Paris Sud 6, Paris Zuschauer: 5848 Schiedsrichter: Amar Konjičanin, Dino Konjičanin |

| 28. Juli 2024 21:00 Uhr | Frankreich                   | 32:28        | Niederlande                 | Arena Paris Sud 6, Paris Zuschauer: 5748 Schiedsrichter: Bojan Lah, David Sok |
| 28. Juli 2024 21:00 Uhr | meiste Tore: C. Valentini 10 | (17:14)      | meiste Tore: A. Malestein 7 | Arena Paris Sud 6, Paris Zuschauer: 5748 Schiedsrichter: Bojan Lah, David Sok |
| 28. Juli 2024 21:00 Uhr | Strafen: 2×                  | Spielbericht | Strafen: 2×                 | Arena Paris Sud 6, Paris Zuschauer: 5748 Schiedsrichter: Bojan Lah, David Sok |

| 30. Juli 2024 14:00 Uhr | Niederlande                    | 29:24        | Spanien                 | Arena Paris Sud 6, Paris Zuschauer: 5834 Schiedsrichter: Mads Hansen, Jesper Madsen |
| 30. Juli 2024 14:00 Uhr | meiste Tore: B. van Wetering 5 | (14:12)      | meiste Tore: P. Arcos 6 | Arena Paris Sud 6, Paris Zuschauer: 5834 Schiedsrichter: Mads Hansen, Jesper Madsen |
| 30. Juli 2024 14:00 Uhr | Strafen: 1×                    | Spielbericht | Strafen: 1× 2×          | Arena Paris Sud 6, Paris Zuschauer: 5834 Schiedsrichter: Mads Hansen, Jesper Madsen |

| 30. Juli 2024 16:00 Uhr | Ungarn                    | 31:31        | Angola                    | Arena Paris Sud 6, Paris Zuschauer: 5834 Schiedsrichter: Mirza Kurtagic, Mattias Wetterwik |
| 30. Juli 2024 16:00 Uhr | meiste Tore: K. Klujber 9 | (15:16)      | meiste Tore: A. Kassoma 9 | Arena Paris Sud 6, Paris Zuschauer: 5834 Schiedsrichter: Mirza Kurtagic, Mattias Wetterwik |
| 30. Juli 2024 16:00 Uhr | Strafen: 1× 2×            | Spielbericht | Strafen: 2×               | Arena Paris Sud 6, Paris Zuschauer: 5834 Schiedsrichter: Mirza Kurtagic, Mattias Wetterwik |

| 30. Juli 2024 19:00 Uhr | Frankreich              | 26:20        | Brasilien                  | Arena Paris Sud 6, Paris Zuschauer: 5724 Schiedsrichter: Tanja Kuttler, Maike Merz |
| 30. Juli 2024 19:00 Uhr | meiste Tore: P. Foppa 7 | (14:11)      | meiste Tore: B. de Paula 7 | Arena Paris Sud 6, Paris Zuschauer: 5724 Schiedsrichter: Tanja Kuttler, Maike Merz |
| 30. Juli 2024 19:00 Uhr | Strafen: 2×             | Spielbericht | Strafen: 3×                | Arena Paris Sud 6, Paris Zuschauer: 5724 Schiedsrichter: Tanja Kuttler, Maike Merz |

| 1. August 2024 9:00 Uhr | Niederlande                    | 31:24        | Brasilien                | Arena Paris Sud 6, Paris Zuschauer: 5653 Schiedsrichter: Amar Konjičanin, Dino Konjičanin |
| 1. August 2024 9:00 Uhr | meiste Tore: B. van Wetering 6 | (17:13)      | meiste Tore: G. Bitolo 7 | Arena Paris Sud 6, Paris Zuschauer: 5653 Schiedsrichter: Amar Konjičanin, Dino Konjičanin |
| 1. August 2024 9:00 Uhr | Strafen: 1×                    | Spielbericht | Strafen: 3× 1×           | Arena Paris Sud 6, Paris Zuschauer: 5653 Schiedsrichter: Amar Konjičanin, Dino Konjičanin |

| 1. August 2024 14:00 Uhr | Spanien                          | 24:27        | Ungarn                    | Arena Paris Sud 6, Paris Zuschauer: 5816 Schiedsrichter: Maike Merz, Tanja Kuttler |
| 1. August 2024 14:00 Uhr | meiste Tore: A. Cabral Barbosa 6 | (12:14)      | meiste Tore: K. Klujber 6 | Arena Paris Sud 6, Paris Zuschauer: 5816 Schiedsrichter: Maike Merz, Tanja Kuttler |
| 1. August 2024 14:00 Uhr | Strafen: 1× 2×                   | Spielbericht | Strafen: 3×               | Arena Paris Sud 6, Paris Zuschauer: 5816 Schiedsrichter: Maike Merz, Tanja Kuttler |

| 1. August 2024 16:00 Uhr | Angola                                               | 24:38        | Frankreich              | Arena Paris Sud 6, Paris Zuschauer: 5816 Schiedsrichter: Lars Jørum, Håvard Kleven |
| 1. August 2024 16:00 Uhr | meiste Tore: V. Nenganga, S. Pascoal, A. Carlos je 5 | (14:18)      | meiste Tore: O. Kanor 7 | Arena Paris Sud 6, Paris Zuschauer: 5816 Schiedsrichter: Lars Jørum, Håvard Kleven |
| 1. August 2024 16:00 Uhr | Strafen: 2× 1×                                       | Spielbericht | Strafen: 1×             | Arena Paris Sud 6, Paris Zuschauer: 5816 Schiedsrichter: Lars Jørum, Håvard Kleven |

| 3. August 2024 9:00 Uhr | Ungarn                                        | 26:30        | Niederlande               | Arena Paris Sud 6, Paris Zuschauer: 5841 Schiedsrichter: Charlotte Bonaventura, Julie Bonaventura |
| 3. August 2024 9:00 Uhr | meiste Tore: K. Klujber, V. Győri-Lukács je 5 | (16:19)      | meiste Tore: L. Abbingh 7 | Arena Paris Sud 6, Paris Zuschauer: 5841 Schiedsrichter: Charlotte Bonaventura, Julie Bonaventura |
| 3. August 2024 9:00 Uhr | Strafen: 1× 4×                                | Spielbericht | Strafen: 3×               | Arena Paris Sud 6, Paris Zuschauer: 5841 Schiedsrichter: Charlotte Bonaventura, Julie Bonaventura |

| 3. August 2024 11:00 Uhr | Spanien                          | 24:32        | Frankreich                 | Arena Paris Sud 6, Paris Zuschauer: 5841 Schiedsrichter: Maike Merz, Tanja Kuttler |
| 3. August 2024 11:00 Uhr | meiste Tore: A. Cabral Barbosa 5 | (9:17)       | meiste Tore: A. Toublanc 6 | Arena Paris Sud 6, Paris Zuschauer: 5841 Schiedsrichter: Maike Merz, Tanja Kuttler |
| 3. August 2024 11:00 Uhr | Strafen: 1× 4×                   | Spielbericht | Strafen: 1×                | Arena Paris Sud 6, Paris Zuschauer: 5841 Schiedsrichter: Maike Merz, Tanja Kuttler |

| 3. August 2024 14:00 Uhr | Brasilien                | 30:19        | Angola                    | Arena Paris Sud 6, Paris Zuschauer: 5801 Schiedsrichter: Bojan Lah, David Sok |
| 3. August 2024 14:00 Uhr | meiste Tore: G. Bitolo 7 | (14:6)       | meiste Tore: S. Pascoal 4 | Arena Paris Sud 6, Paris Zuschauer: 5801 Schiedsrichter: Bojan Lah, David Sok |
| 3. August 2024 14:00 Uhr | Strafen: 1× 2×           | Spielbericht | Strafen: 2× 1×            | Arena Paris Sud 6, Paris Zuschauer: 5801 Schiedsrichter: Bojan Lah, David Sok |

### Finalrunde
|  | Viertelfinale | Viertelfinale | Viertelfinale |  |  | Halbfinale | Halbfinale | Halbfinale |  |  | Finale           | Finale           | Finale           |
|  |               |               |               |  |  |            |            |            |  |  |                  |                  |                  |
|  | A1            | Norwegen      | 32            |  |  |            |            |            |  |  |                  |                  |                  |
|  | B4            | Brasilien     | 15            |  |  |            |            |            |  |  |                  |                  |                  |
|  |               |               |               |  |  |            | Norwegen   | 25         |  |  |                  |                  |                  |
|  |               |               |               |  |  |            | Dänemark   | 21         |  |  |                  |                  |                  |
|  | A3            | Dänemark      | 29            |  |  |            |            |            |  |  |                  |                  |                  |
|  | B2            | Niederlande   | 25            |  |  |            |            |            |  |  |                  |                  |                  |
|  |               |               |               |  |  |            |            |            |  |  |                  | Norwegen         | 29               |
|  |               |               |               |  |  |            |            |            |  |  |                  | Frankreich       | 21               |
|  | B3            | Ungarn        | 32            |  |  |            |            |            |  |  |                  |                  |                  |
|  | A2            | Schweden      | 36            |  |  |            |            |            |  |  |                  |                  |                  |
|  |               |               |               |  |  |            | Schweden   | 28         |  |  |                  |                  |                  |
|  |               |               |               |  |  |            | Frankreich | 31         |  |  | Spiel um Platz 3 | Spiel um Platz 3 | Spiel um Platz 3 |
|  | B1            | Frankreich    | 26            |  |  |            |            |            |  |  |                  | Dänemark         | 30               |
|  | A4            | Deutschland   | 23            |  |  |            |            |            |  |  |                  | Schweden         | 25               |

#### Viertelfinale
| 6. August 2024 9:30 Uhr | Dänemark                                 | 29:25        | Niederlande                    | Stade Pierre-Mauroy, Lille Zuschauer: 20372 Schiedsrichter: Mirza Kurtagic, Mattias Wetterwik |
| 6. August 2024 9:30 Uhr | meiste Tore: A. M. Hansen, E. Friis je 6 | (11:10)      | meiste Tore: B. van Wetering 7 | Stade Pierre-Mauroy, Lille Zuschauer: 20372 Schiedsrichter: Mirza Kurtagic, Mattias Wetterwik |
| 6. August 2024 9:30 Uhr | Strafen: 5× 1×                           | Spielbericht | Strafen: 5×                    | Stade Pierre-Mauroy, Lille Zuschauer: 20372 Schiedsrichter: Mirza Kurtagic, Mattias Wetterwik |

| 6. August 2024 13:30 Uhr | Frankreich                | 26:23        | Deutschland            | Stade Pierre-Mauroy, Lille Zuschauer: 26548 Schiedsrichter: Lars Jørum, Håvard Kleven |
| 6. August 2024 13:30 Uhr | meiste Tore: T. Horacek 7 | (13:10)      | meiste Tore: E. Bölk 7 | Stade Pierre-Mauroy, Lille Zuschauer: 26548 Schiedsrichter: Lars Jørum, Håvard Kleven |
| 6. August 2024 13:30 Uhr | Strafen: 1×               | Spielbericht | Strafen: 2×            | Stade Pierre-Mauroy, Lille Zuschauer: 26548 Schiedsrichter: Lars Jørum, Håvard Kleven |

| 6. August 2024 17:30 Uhr | Ungarn                     | 32:36 n. V.      | Schweden                  | Stade Pierre-Mauroy, Lille Zuschauer: 22408 Schiedsrichter: Amar Konjičanin, Dino Konjičanin |
| 6. August 2024 17:30 Uhr | meiste Tore: K. Klujber 11 | (15:16), (29:29) | meiste Tore: N. Koppang 7 | Stade Pierre-Mauroy, Lille Zuschauer: 22408 Schiedsrichter: Amar Konjičanin, Dino Konjičanin |
| 6. August 2024 17:30 Uhr | Strafen: 1× 3×             | Spielbericht     | Strafen: 4×               | Stade Pierre-Mauroy, Lille Zuschauer: 22408 Schiedsrichter: Amar Konjičanin, Dino Konjičanin |

| 6. August 2024 21:30 Uhr | Norwegen                   | 32:15        | Brasilien                                   | Stade Pierre-Mauroy, Lille Zuschauer: 21522 Schiedsrichter: Maike Merz, Tanja Kuttler |
| 6. August 2024 21:30 Uhr | meiste Tore: M. Jacobsen 6 | (16:8)       | meiste Tore: B. de Paula, G. Guarieiro je 3 | Stade Pierre-Mauroy, Lille Zuschauer: 21522 Schiedsrichter: Maike Merz, Tanja Kuttler |
| 6. August 2024 21:30 Uhr | Strafen: 1×                | Spielbericht | Strafen: 1× 2×                              | Stade Pierre-Mauroy, Lille Zuschauer: 21522 Schiedsrichter: Maike Merz, Tanja Kuttler |

#### Halbfinale
| 8. August 2024 16:30 Uhr | Schweden                 | 28:31 n. V.      | Frankreich                | Stade Pierre-Mauroy, Lille Zuschauer: 24688 Schiedsrichter: Maike Merz, Tanja Kuttler |
| 8. August 2024 16:30 Uhr | meiste Tore: N. Hagman 6 | (12:10), (25:25) | meiste Tore: T. Horacek 8 | Stade Pierre-Mauroy, Lille Zuschauer: 24688 Schiedsrichter: Maike Merz, Tanja Kuttler |
| 8. August 2024 16:30 Uhr | Strafen: 3×              | Spielbericht     | Strafen: 1× 5×            | Stade Pierre-Mauroy, Lille Zuschauer: 24688 Schiedsrichter: Maike Merz, Tanja Kuttler |

| 8. August 2024 21:30 Uhr | Norwegen                        | 25:21        | Dänemark                    | Stade Pierre-Mauroy, Lille Zuschauer: 15975 Schiedsrichter: Bojan Lah, David Sok |
| 8. August 2024 21:30 Uhr | meiste Tore: K. Brattset Dale 4 | (11:8)       | meiste Tore: K. Jørgensen 4 | Stade Pierre-Mauroy, Lille Zuschauer: 15975 Schiedsrichter: Bojan Lah, David Sok |
| 8. August 2024 21:30 Uhr | Strafen: 1× 3×                  | Spielbericht | Strafen: 1× 3×              | Stade Pierre-Mauroy, Lille Zuschauer: 15975 Schiedsrichter: Bojan Lah, David Sok |

#### Spiel um Bronze
| 10. August 2024 10:00 Uhr | Dänemark                  | 30:25        | Schweden                 | Stade Pierre-Mauroy, Lille Zuschauer: 13179 Schiedsrichter: Lars Jørum, Håvard Kleven |
| 10. August 2024 10:00 Uhr | meiste Tore: M. Højlund 5 | (15:13)      | meiste Tore: N. Hagman 5 | Stade Pierre-Mauroy, Lille Zuschauer: 13179 Schiedsrichter: Lars Jørum, Håvard Kleven |
| 10. August 2024 10:00 Uhr | Strafen: 1× 4×            | Spielbericht | Strafen: 1× 3×           | Stade Pierre-Mauroy, Lille Zuschauer: 13179 Schiedsrichter: Lars Jørum, Håvard Kleven |

#### Finale
| 10. August 2024 15:00 Uhr | Norwegen                  | 29:21        | Frankreich              | Stade Pierre-Mauroy, Lille Zuschauer: 26664 Schiedsrichter: Andreu Marín, Ignacio García |
| 10. August 2024 15:00 Uhr | meiste Tore: H. Reistad 8 | (15:13)      | meiste Tore: O. Kanor 5 | Stade Pierre-Mauroy, Lille Zuschauer: 26664 Schiedsrichter: Andreu Marín, Ignacio García |
| 10. August 2024 15:00 Uhr | Strafen: 3×               | Spielbericht | Strafen: 1×             | Stade Pierre-Mauroy, Lille Zuschauer: 26664 Schiedsrichter: Andreu Marín, Ignacio García |

## Statistiken

### Platzierungen
Die Plätze 1 bis 4 wurden direkt ausgespielt.
Die Verlierer der Viertelfinalspiele wurden aufgrund der Ergebnisse aus den beiden Vorrundengruppen auf den Plätzen 5 bis 8 des Olympischen Turniers platziert: Die Niederlande waren Vorrundenzweiter der Gruppe B und wurden auf Platz 5 gesetzt, vor dem Gruppendritten der Gruppe B, Ungarn. Brasilien und Deutschland belegten in ihrer Gruppen jeweils Platz 4, wobei die Brasilianerinnen mit den erzielten vier Punkten auf Platz 7 vor den Deutschen mit ihren zwei Punkten auf Platz 8 das Turnier beendeten.
Die nicht für das Viertelfinale qualifizierten Teams wurden ebenfalls entsprechend ihrer Vorrundenplatzierung auf die Plätze 9 bis 12 gesetzt. Angola als Fünfter der Gruppe B kam mit drei Punkten auf Platz 9 vor dem Fünften der Gruppe A, Südkorea, die zwei Punkte hatten. Slowenien als Gruppensechster (A) kam mit zwei Punkten auf Platz 11 vor Spanien, das keinen Punkt erzielte und das Turnier auf Platz 12 beendete.
| Rang | Team        | Spiele | Tore | Spielerinnen |
| ---- | ----------- | ------ | ---- | --- |
| 1    | Norwegen    | 8      | 226  | Maren Nyland Aardahl (eingesetzt in 8 Spielen / 7 Tore geworfen), Kari Brattset Dale (8/29), Kristine Breistøl (8/10), Thale Rushfeldt Deila (6/7), Camilla Herrem (8/15), Vilde Ingstad (5/13), Marit Røsberg Jacobsen (8/11), Veronica Kristiansen (8/22), Katrine Lunde Haraldsen (8/0), Nora Mørk (7/20), Stine Bredal Oftedal (8/25), Henny Reistad (6/28), Stine Skogrand (8/20), Sanna Solberg (8/19), Silje Solberg (8/0)              |
| 2    | Frankreich  | 8      | 237  | Sarah Bouktit (eingesetzt in 5 Spielen / 1 Tor geworfen), Cléopâtre Darleux (2/0), Laura Flippes (8/19), Pauletta Foppa (8/26), Laura Glauser (8/1), Léna Grandveau (7/8), Lucie Granier (8/14), Tamara Horacek (8/40), Orlane Kanor (8/24), Coralie Lassource (8/7), Méline Nocandy (6/15), Estelle Nze Minko (8/30), Oriane Ondono (3/1), Hatadou Sako (6/0), Alicia Toublanc (8/23), Chloé Valentini (8/25), Grâce Zaadi (3/3)              |
| 3    | Dänemark    | 8      | 206  | Louise Burgaard (eingesetzt in 7 Spielen / 11 Tore geworfen), Helena Elver (8/13), Emma Friis (8/31), Anne Mette Hansen (8/25), Line Haugsted (8/6), Kathrine Heindahl (8/3), Mie Højlund (8/26), Rikke Iversen (8/18), Sarah Iversen (8/15), Trine Østergaard Jensen (8/21), Kristina Jørgensen (8/30), Michala Møller (1/1), Althea Reinhardt (8/0), Sandra Toft (8/0), Mette Tranborg (8/6)                                                 |
| 4    | Schweden    | 8      | 229  | Tyra Axnér (eingesetzt in 8 Spielen / 13 Tore geworfen), Linn Blohm (8/26), Johanna Bundsen (8/2), Jenny Carlson (8/23), Evelina Eriksson (8/0), Nathalie Hagman (8/41), Elin Hansson (8/23), Sofia Hvenfelt (1/0), Nina Koppang (8/27), Emma Lindqvist (8/21), Olivia Löfqvist (7/6), Mathilda Lundström (8/4), Jamina Roberts (8/30), Carin Strömberg (8/3), Kristin Thorleifsdóttir (8/10)                                                  |
| 5    | Niederlande | 6      | 177  | Lois Abbingh (eingesetzt in 6 Spielen / 26 Tore geworfen), Rinka Duijndam (6/0), Kelly Dulfer (6/6), Tamara Haggerty (6/7), Laura van der Heijden (6/7), Judith van der Helm (6/0), Yara ten Holte (6/0), Dione Housheer (6/30), Angela Malestein (6/34), Kim Molenaar (6/1), Larissa Nüsser (6/7), Estavana Polman (6/21), Nikita van der Vliet (6/12), Bo van Wetering (6/26)                                                                |
| 6    | Ungarn      | 6      | 169  | Anna Albek (eingesetzt in 6 Spielen / 2 Tore geworfen), Blanka Böde-Bíró (6/0), Réka Bordás (3/0), Kinga Debreczeni-Klivinyi (5/5), Petra Füzi-Tóvizi (6/12), Viktória Győri-Lukács (6/26), Kinga Janurik (5/0), Gréta Kácsor (1/0), Katrin Klujber (6/38), Csenge Kuczora (6/24), Gréta Márton (6/4), Nikoletta Papp (6/3), Noémi Pásztor (3/3), Petra Simon (6/16), Zsófi Szemerey (1/0), Nadine Szöllősi-Schatzl (6/18), Petra Vámos (6/18) |
| 7    | Brasilien   | 6      | 142  | Gabriela Moreschi (eingesetzt in 6 Spielen / 0 Tore geworfen), Bruna de Paula (6/24), Mariane Fernándes (5/9), Tamires Morena Araújo (6/9), Jéssica Quintino (6/11), Larissa Araújo (3/9), Adriana Cardoso de Castro (6/7), Giulia Guarieiro (3/9), Gabriela Bitolo (6/20), Marcela Arounian (6/2), Patrícia Matieli (6/16), Kelly Rosa (6/4), Renata Arruda (6/0), Jhennifer Lopes (6/1), Ana Cláudia Bolzan (3/9), Samara Vieira (4/12)      |
| 8    | Deutschland | 6      | 159  | Lisa Antl (eingesetzt in 6 Spielen / 6 Tore geworfen), Julia Behnke (6/11), Jenny Behrend (6/17), Emily Bölk (6/18), Antje Döll (6/23), Katharina Filter (6/0), Alina Grijseels (6/12), Julia Maidhof (6/21), Viola Leuchter (6/8), Annika Lott (6/14), Meike Schmelzer (6/3), Xenia Smits (6/22), Johanna Stockschläder (6/4), Sarah Wachter (6/0)                                                                                            |
| 9    | Angola      | 5      | 131  | Marta Alberto (eingesetzt in 5 Spielen / 0 Tore geworfen), Eliane Paulo (5/0), Natália Bernardo (5/3), Natália Fonseca (5/5), Dolores Rosario (5/4), Azenaide Carlos (5/15), Juliana Machado (5/17), Vilma Nenganga (5/26), Stélvia Pascoal (5/17), Helena Paulo (5/14), Chélcia Gabriel (5/6), Liliane Mario (5/3), Albertina Kassoma (5/15), Marilia Quizelete (5/0)                                                                         |
| 10   | Südkorea    | 5      | 107  | Song Ji-young (eingesetzt in 5 Spielen / 2 Tore geworfen), Shin Eun-joo (5/8), Ryu Eun-hee (5/19), Jeong Jin-hui (5/0), Park Sae-young (5/0), Han Mi-seul (5/0), Kang Eun-hye (5/15), Woo Bit-na (5/21), Kang Kyung-min (5/23), Kang Eun-seo (5/0), Jeon Ji-yeon (5/6), Kim Da-young (5/5), Gim Bo-eun (5/8), Shin Jin-mi (5/0) |
| 11   | Slowenien   | 5      | 116  | Ana Abina (eingesetzt in 5 Spielen / 8 Tore geworfen), Ema Abina (5/0), Ana Gros (5/24), Ema Hrvatin (1/0), Valentina Klemenčič (5/5), Barbara Lazović (5/5), Nataša Ljepoja (5/7), Tamara Mavsar (4/13), Elizabeth Omoregie (5/21), Amra Pandžić (5/0), Nina Spreitzer (5/1), Tjaša Stanko (5/17), Maja Svetik (5/2), Alja Varagić (5/13), Maja Vojnovič (5/0)                                                                                |
| 12   | Spanien     | 5      | 111  | Mercedes Castellanos (eingesetzt in 5 Spielen / 0 Tore geworfen), Nicole Wiggins (5/0), Silvia Arderíus (5/2), Carmen Campos (5/15), María Prieto (5/2), Paula Arcos (5/13), Mireya González (5/11), Lara González (5/3), Alexandrina Barbosa (5/15), Marta López (5/19), Maitane Etxeberria (2/3), Jennifer Gutiérrez (5/15), Kaba Gassama (5/5), Lysa Tchaptchet (5/4), Alicia Fernández (3/4)                                               |

### Torschützenliste
| Rang | Spielerin          | Tore (davon 7 m) | Effizienz | Spiele |
| ---- | ------------------ | ---------------- | --------- | ------ |
| 1    | Nathalie Hagman    | 41 (12)          | 69 %      | 8      |
| 2    | Tamara Horacek     | 40 (10)          | 73 %      | 8      |
| 3    | Katrin Klujber     | 38 (9)           | 58 %      | 6      |
| 4    | Angela Malestein   | 34 (12)          | 65 %      | 6      |
| 5    | Emma Friis         | 31 (0)           | 70 %      | 8      |
| 6    | Dione Housheer     | 30 (0)           | 52 %      | 6      |
| 6    | Kristina Jørgensen | 30 (9)           | 55 %      | 8      |
| 6    | Estelle Nze Minko  | 30 (0)           | 49 %      | 8      |
| 6    | Jamina Roberts     | 30 (0)           | 53 %      | 8      |
| 10   | Kari Brattset Dale | 29 (0)           | 78 %      | 8      |

### Torhüterinnen
| Rang | Spielerin               | gehalten (Torwürfe) | Effizienz | Spiele |
| ---- | ----------------------- | ------------------- | --------- | ------ |
| 1    | Katrine Lunde Haraldsen | 79 (188)            | 42 %      | 8      |
| 2    | Evelina Eriksson        | 30 (80)             | 38 %      | 8      |
| 3    | Johanna Bundsen         | 93 (257)            | 36 %      | 8      |
| 3    | Gabriela Moreschi       | 70 (193)            | 36 %      | 6      |
| 3    | Althea Reinhardt        | 52 (143)            | 36 %      | 8      |
| 3    | Silje Solberg           | 62 (88)             | 36 %      | 8      |
| 7    | Sandra Toft             | 46 (133)            | 35 %      | 8      |
| 8    | Hatadou Sako            | 31 (91)             | 34 %      | 8      |
| 9    | Laura Glauser           | 63 (197)            | 32 %      | 8      |
| 9    | Yara ten Holte          | 53 (167)            | 32 %      | 6      |

### Allstar-Team
| Position                     | Spieler                 | Land       |
| ---------------------------- | ----------------------- | ---------- |
| Tor:                         | Laura Glauser           | Frankreich |
| Linksaußen:                  | Emma Friis              | Dänemark   |
| Rückraum links:              | Estelle Nze Minko       | Frankreich |
| Rückraum Mitte:              | Stine Bredal Oftedal    | Norwegen   |
| Rückraum rechts:             | Katrin Klujber          | Ungarn     |
| Rechtsaußen:                 | Alicia Toublanc         | Frankreich |
| Kreis:                       | Kari Brattset Dale      | Norwegen   |
| MVP (Wertvollste Spielerin): | Katrine Lunde Haraldsen | Norwegen   |